# Каменни гъби
Каменните гъби са скални образувания с форма на гъби, получени вследствие на ерозия.
В България такива образувания са Каменните гъби край село Бели пласт. Те са различни по височина и широчина.